# Elendsalkoholismus

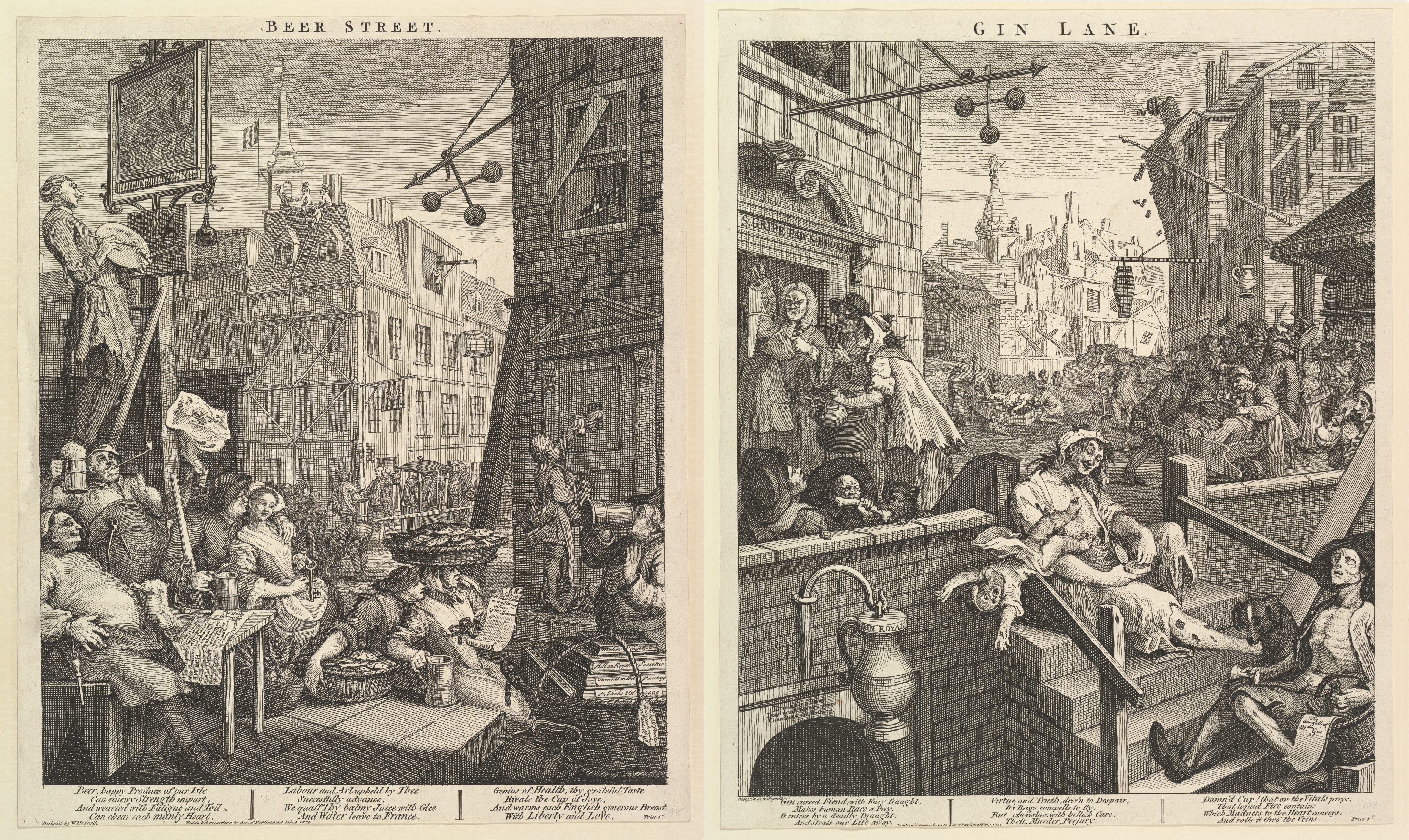
William Hogarth machte 1751 in seinen berühmten Stichen Beer Street und Gin Lane die Folgen der englischen „Gin-Epidemie“ anschaulich.

Der Begriff Elendsalkoholismus wurde im 20. Jahrhundert geprägt und wird in der Literatur verwendet für die Beschreibung von Alkoholismus als Massenphänomen der unteren Bevölkerungsschichten als Folge von Armut und Pauperismus, vor allem in Zusammenhang mit den gesellschaftlichen Umbrüchen der Industriellen Revolution. Einige Historiker lehnen die Verwendung dieses Begriffs als irreführend ab, da es keine Kausalität zwischen Alkoholismus und Industrialisierung gebe. Der Gegenbegriff ist Wohlstandsalkoholismus.

## Historischer Hintergrund
Alkoholische Getränke waren schon im Mittelalter in Europa Alltagsgetränke für alle Bevölkerungsschichten, allerdings in Form von Wein und Bier mit niedrigem Alkoholgehalt. Ein Grund dafür war, dass das Trinkwasser häufig verunreinigt war und deshalb nicht pur getrunken werden konnte. Außerdem galten Wein und Bier nicht als Genussmittel, sondern als stärkende Lebensmittel. Seit dem 17. Jahrhundert ging die Bierbrauerei in Deutschland zurück.
Nach den Befreiungskriegen (1813–1815) wurde Branntwein durch neue und bessere industrielle Herstellungsverfahren und durch die Verwendung der Kartoffel als Ausgangsmaterial deutlich billiger als Bier. Die größten Kartoffelanbaugebiete im Norden und Osten Deutschlands wurden zu Zentren der Kartoffelschnapsbrennerei, meist betrieben von adligen Gutsbesitzern. Der billige Schnaps wurde zum Alltagsgetränk für große Teile der Bevölkerung. Für den massenhaften Konsum wurde von Zeitgenossen der Begriff Branntweinpest geprägt.
Eine ähnliche Entwicklung gab es in England. Dort wurde 1694 die Biersteuer erhöht, so dass sich die unteren Bevölkerungsschichten nur noch den billigeren Branntwein leisten konnten. Der Pro-Kopf-Konsum verzehnfachte sich bis 1750; ein erwachsener Londoner trank damals statistisch rund 63 Liter pro Jahr. 1751 wurde die Steuer auf Branntwein erhöht und der Verbrauch ging prompt stark zurück. „Die Grundkonstellation der Gin-Epidemie sollte sich noch vielfach wiederholen: Irland, USA, Deutschland, Skandinavien. Allein die Länder mit einer ungebrochenen Tradition, Wein oder Bier als Nahrungsmittel zu betrachten, wie Italien oder Bayern, zeigen sich gefeit“. In Preußen verfünffachte sich der jährliche Schnapsverbrauch von 1800 bis 1830 auf fast 25 Liter pro Kopf, was über 40 Liter entspricht bezogen auf die erwachsene Bevölkerung.
Der starke Anstieg des Branntweinkonsums fällt zeitlich zusammen mit der Auflösung der traditionellen Ständegesellschaft in Europa, die bis zum 18. Jahrhundert jedem einen festen Platz im sozialen Gefüge zugewiesen hatte. „Noch nie in der europäischen Geschichte war das Leben breitester Schichten so elend (…) wie in den Dezennien, die der Industrialisierung vorangingen.“
Eine wichtige Voraussetzung der Industrialisierung war die so genannte Bevölkerungsexplosion ab Mitte des 18. Jahrhunderts. Während bis zum 18. Jahrhundert die Sterberate etwa so hoch war wie die Geburtenrate, war die Geburtenrate nun deutlich höher. Damit stieg der Bedarf an Nahrungsmitteln zwangsläufig an. Die Beschränkungen der Zünfte fielen weg, die Gewerbefreiheit und die freie Wahl des Wohnsitzes wurden eingeführt. Die verarmte Landbevölkerung strömte in die Städte (Landflucht) und stand für die neu entstehenden Fabriken als billige Arbeitskräfte zur Verfügung. Der Lohn eines Arbeiters reichte nicht aus, um eine Familie zu ernähren, so dass Frauen und Kinder mitarbeiten mussten. Das verbreitete Elend der Arbeiterfamilien in den Städten des 19. Jahrhunderts wird auch als Pauperismus bezeichnet.
Beschäftigte, die besonders anstrengende Tätigkeiten verrichteten, häufig Überstunden leisten mussten oder unter extremen Bedingungen arbeiteten wie die Arbeiter in der Gießerei bei Krupp, erhielten vom Arbeitgeber eine tägliche Ration Schnaps zugeteilt.
Nachdem 1826 in Boston die American Temperance Society gegründet worden war, folgten ähnliche Vereinigungen der Abstinenzbewegung in Europa, zunächst in Großbritannien und kurze Zeit später im Deutschen Bund. Mitte des 19. Jahrhunderts endete die erste „Abstinenzwelle“, ehe der Alkoholismus Jahrzehnte später erneut zu einem öffentlich diskutierten Thema wurde und von Medizinern als Krankheit eingestuft wurde.

## Industrialisierungstheorie

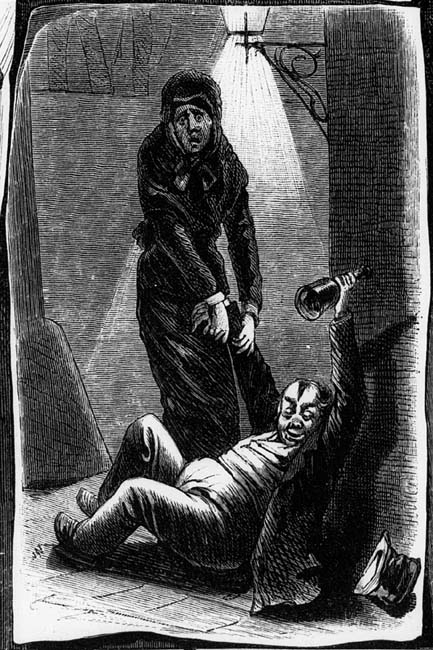
Gustav Imlauer: Ihr zu Füßen (1883)

Ein Zusammenhang zwischen der sozialen Lage des Einzelnen und Alkoholismus wurde in Deutschland seit dem Vormärz diskutiert. Die Theorie, dass es sich bei dem vermehrten Alkoholkonsum der unteren Bevölkerungsschichten im 18. und 19. Jahrhundert um Elendsalkoholismus handele, der eine direkte Folge des Industrialisierungsprozesses sei, geht vor allem auf die Gesellschaftstheorien des Marxismus zurück. „(…) die Beschreibung des Elendsalkoholismus und der notwendigen Gegenmaßnahmen wurde ein Thema von Staatswissenschaftlern und anderen medizinischen Laien wie Robert von Mohl oder Friedrich Engels. (…) Engels – wie auch später Teile der SPD – sahen im Konsum von Alkohol ein Symptom des Industriekapitalismus, d. h. eine notwendige Folge der aus den kapitalistischen Produktionsverhältnissen resultierenden (…) Verelendung des Proletariats. Eine Überwindung des Kapitalismus hätte demnach zwangsläufig auch zur Beseitigung des Alkoholismus geführt.“
Engels’ Bericht aus dem Jahr 1845 mit dem Titel Die Lage der arbeitenden Klasse in England hatte großen Einfluss auf die Position der deutschen Arbeiterbewegung und der SPD zum Alkoholkonsum der Arbeiterschaft. Laut Engels führten die schlechten Lebensbedingungen des Proletariats fast zwangsläufig zur Trunksucht. Auch Teile der SPD sahen den Alkoholismus vor allem als Hindernis im Klassenkampf an. Diese Position wurde vehement vom 1903 gegründeten Deutschen Arbeiter-Abstinenten-Bund (DAAB) vertreten, der 1905 1300 Mitglieder hatte. Er forderte völlige Abstinenz und wollte laut Statut „durch Bekämpfung des Alkoholgenusses und der Trinksitten innerhalb der Arbeiterschaft den Befreiungskampf der Arbeiterklasse (…) fördern“. Der DAAB bezeichnete den Alkohol sogar als bewusst von der Bourgeoisie eingesetztes Mittel gegen das Proletariat und prägte den Begriff „Alkoholkapital“.
In dieser Sichtweise wird davon ausgegangen, dass viele Fabrikanten gezielt hochprozentigen Alkohol an ihre Arbeiter ausgaben, um sie zum einen gefügig und zum anderen leistungsfähiger zu machen. So heißt es bei einem Autor: „Leistung und Gehorsam – auch das erkauften sich so manche Fabrikbesitzer mit dem Alkohol. (…) Gegenüber leicht berauschten Arbeitern war die neue Ordnung leichter durchzusetzen.“
„Die Einschätzungen über das Phänomen Branntweinpest als Elendsalkoholismus zurzeit  der aufkommenden Industrialisierung gehen von einer Kausalkette von industrieller Fabrikarbeit, schlechter Arbeits- und Lebensbedingungen, Massenarmut und Trunksucht aus.“
Der Elendsalkoholismus wurde auch zu einem literarischen Topos bei den Vertretern des Naturalismus wie Émile Zola.

## Gegenpositionen
Die Theorie vom Elendsalkoholismus der städtischen Industriearbeiterschaft im 19. Jahrhundert ist unter Historikern umstritten. Kritisiert wird vor allem der angenommene Kausalzusammenhang zwischen Industrialisierung und Alkoholismus bzw. steigendem Alkoholkonsum. So schreibt Heinrich Tappe: „Die Branntweinpest ging in Deutschland der Industrialisierung voraus und lässt sich insofern weder von Seiten der Nachfrage noch der Produktionsstrukturen mit ihr in Verbindung bringen.“ Nach 1800 habe sich der billige Kartoffelschnaps zunächst als Alltagsgetränk bei der Bevölkerung der ländlichen Regionen Nord- und Ostdeutschlands ausgebreitet und aus diesen Regionen kam die Masse der frühen Fabrikarbeiter, die in den Städten ihre Trinkgewohnheiten beibehielten. Auch der Pauperismus ging der Industriellen Revolution voraus.
Gunther Hirschfelder vertritt die Auffassung, dass bereits vor der Industrialisierung im Handwerk und in den Manufakturen relativ viel Alkohol getrunken wurde. Neu war im 19. Jahrhundert nur, dass der Branntwein Wein und Bier abgelöst hatte. Er untersuchte anhand von Quellen den Alkoholkonsum der Arbeiter in Manchester und in Aachen und kommt zu dem Schluss, dass es sich bei dem Begriff Elendstrinken vor allem um ein verbreitetes Schlagwort handelt und spricht von einem „Mythos“ im Zusammenhang mit der Industriearbeiterschaft. „Im gesamtgesellschaftlichen Kontext muss beachtet werden, dass es keinesfalls Handwerker oder Arbeiter waren, die in vor- oder frühindustrieller Zeit am meisten tranken; die absolute Spitzenstellung hatten in dieser Hinsicht wohlhabende männliche Kaufleute und Wohlstandsbürger mittleren Alters inne.“
Auch Ulrich Wyrwa widerspricht der Theorie vom Elendsalkoholismus der Arbeiter im 19. Jahrhundert und kommt zu dem Schluss: „Der Alkoholkonsum der Arbeiter ist kein Symptom von Verelendung und Demoralisierung, sondern ein Element ihrer Kultur und Lebensweise. (…) Trotz Mangel und Not vermochten sich die Arbeiter Situationen der Muße und des Genusses zu verschaffen, sie waren nicht nur die hilflosen Opfer der Industrialisierung (…)“.
Laut Hasso Spode gibt es keinen direkten Zusammenhang zwischen der öffentlichen Thematisierung eines „Alkoholproblems“ und der de facto konsumierten Alkoholmenge der Bevölkerung; er spricht von vier „Thematisierungkonjunkturen“ in Mitteleuropa seit dem Mittelalter, die erste im 16. Jahrhundert, die zweite um 1800, die dritte im zweiten Drittel des 19. Jahrhunderts und die letzte Ende des 19. Jahrhunderts. „Die Thematisierungszyklen zeigen keine Korrelation mit der absoluten Konsumhöhe. Sie brachten stattdessen einen Wandel in den gesellschaftlichen Einstellungen zum Umgang mit alkoholischen Getränken zum Ausdruck. (…) Seit etwa 1800 (…) handelte es sich um globale Erscheinungen, die nicht nur, aber vorrangig in protestantischen Kulturen erfolgreich waren.“